# Tylotisch eczeem

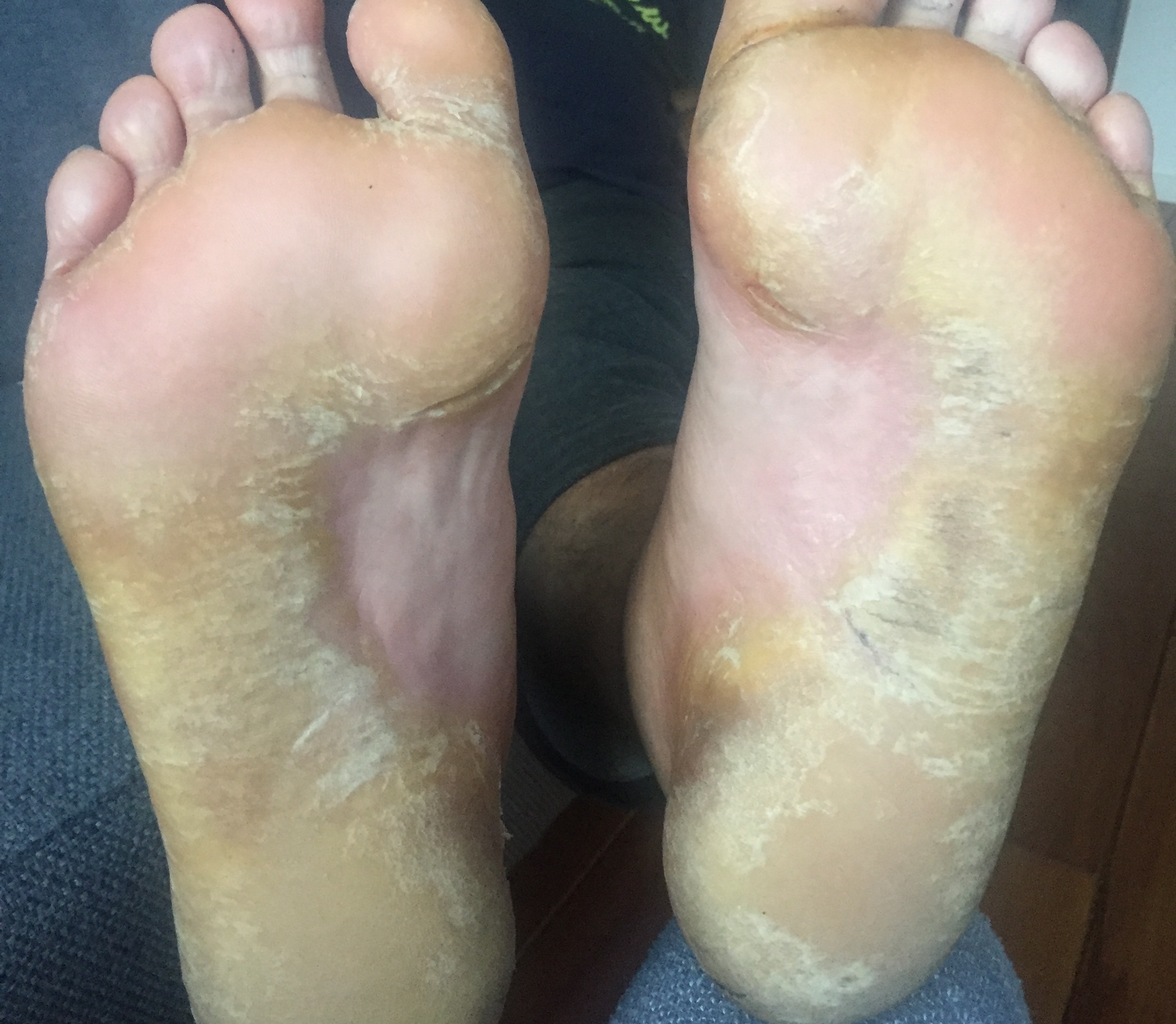

Tylotisch of ragadiform eczeem, ook: eczema hyperkeratoticum et rhagadiforme, is een chronisch eczeem dat kan ontstaan uit een langdurig bestaand ortho-ergisch of acrovesiculeus eczeem. De precieze oorzaak is onbekend. De naam eczeem is wellicht misleidend, want het lijkt onder de microscoop meer verwant aan psoriasis.
Het is vrij zeldzaam, komt vooral bij oudere mannen voor en wordt per jaar in Nederland ongeveer 500 keer vastgesteld. Het tylotisch eczeem toont over het algemeen weinig roodheid en kenmerkt zich door een sterk verdikte opperhuid, als gevolg van hyperkeratosis, met schilfering en diepe pijnlijke kloven. Het treedt meestal aan de handen op, maar kan ook aan de voeten optreden.
De oorzaak en het ontstaan ervan zijn onbekend, wel wordt door sommigen roken als factor genoemd.
Tylotisch eczeem blijkt slecht te reageren op ingestelde behandelingen. De behandeling van tylotisch eczeem bestaat vooral uit zeer geregeld invetten met neutrale crèmes en zalven, emollientia, in combinatie met sterk werkende dermacorticosteroïden, eventueel onder occlusie, dus onder een afsluitend verband. Derivaten van vitamine A-zuur en UV-lichttherapie kunnen ook worden overwogen.